# Шереметев, Василий Петрович
Василий Петрович Шереметев (ум. 1659) — комнатный стольник, боярин, воевода в Нижнем Новгороде, участник государева похода 1654 года, один из видных деятелей Смутного времени и царствований Михаила Фёдоровича и Алексея Михайловича.

## Биография
Был вторым сыном Петра Никитича Шереметева и его первой жены, дочери Ивана Фёдоровича Нагого. Его деятельность становится известна со Смутного времени. После воцарения Романовых он становится слугой сперва Михаила Фёдоровича, а затем Алексея Михайловича.
В марте 1610 года он был во главе большого отряда, отправленного Лжедмитрием II против литовских людей. Когда Тушинский вор был оттеснён к Калуге, Шереметев вместе с другими боярами и стольниками, присягнул королевичу Владиславу. В апреле 1612 года Василий Петрович находился в земском ополчении, под предводительством князя Дмитрия Пожарского, что видно из его подписи под грамотой, разосланной Пожарским из Ярославля 7 апреля.

### При царе Михаиле Фёдоровиче
В 1613 году, уже после вступления на престол Михаила Фёдоровича, Шереметев отправлен к князю Дмитрию Черкасскому с «жалованным словом» за его «Бельскую службу». С 4 августа 1614 года до весны 1615 года Василий Петрович и его товарищ, И. А. Колтовской простояли с войском в Дорогобуже, в ожидании по первому требованию Черкасского идти под Смоленск. Вернувшись весной 1615 года в Москву, он находился «по крымским вестям» с передовым полком за Яузой.
В августе 1619 года он сопровождал царя Михаила Фёдоровича и его мать инокиню Марфу Ивановну в их богомольном походе в Макарьево-Унженский монастырь. Поход продолжался более двух месяцев и был весьма затруднителен из-за дождливой погоды. 31 августа царственные богомольцы прибыли в Ростов, где 1 сентября (начало Нового года в то время), был дан обед у царя и Шереметев смотрел в большой стол. На обратном пути из монастыря, в октябре, царь Михаил Фёдорович ловил рыбу на Волге и послал из Ярославля своему отцу, патриарху Филарету Никитичу гостинец, в сопровождении Шереметева: белугу, пять осетров и девять стерлядей.
В 1623 году Шереметев воевода в Свияжске, где его внимание должно было быть сосредоточено на инородцах — татарах, чувашах и черемисах. В марте 1624 года он вернулся в Москву. 20 сентября, на второй день свадьбы царя Михаила Фёдоровича с княжной Марией Владимировной Долгорукой, назначен наряжать вина за царским столом, но эта служба не состоялась из-за болезни царицы. В 1625 году он пожалован в комнатные стольники и с тех пор появляется почти на всех придворных церемониях: сопровождал царя в его загородных богомольных походах, 5 (15) февраля 1626 года был на свадьбе Михаила Фёдоровича с Евдокией Лукьяновной Стрешневой, в 1627—1629 годах обедал за царским столом, по случаю рождения царевны Ирины, царевны Пелагеи и царевича Алексея.

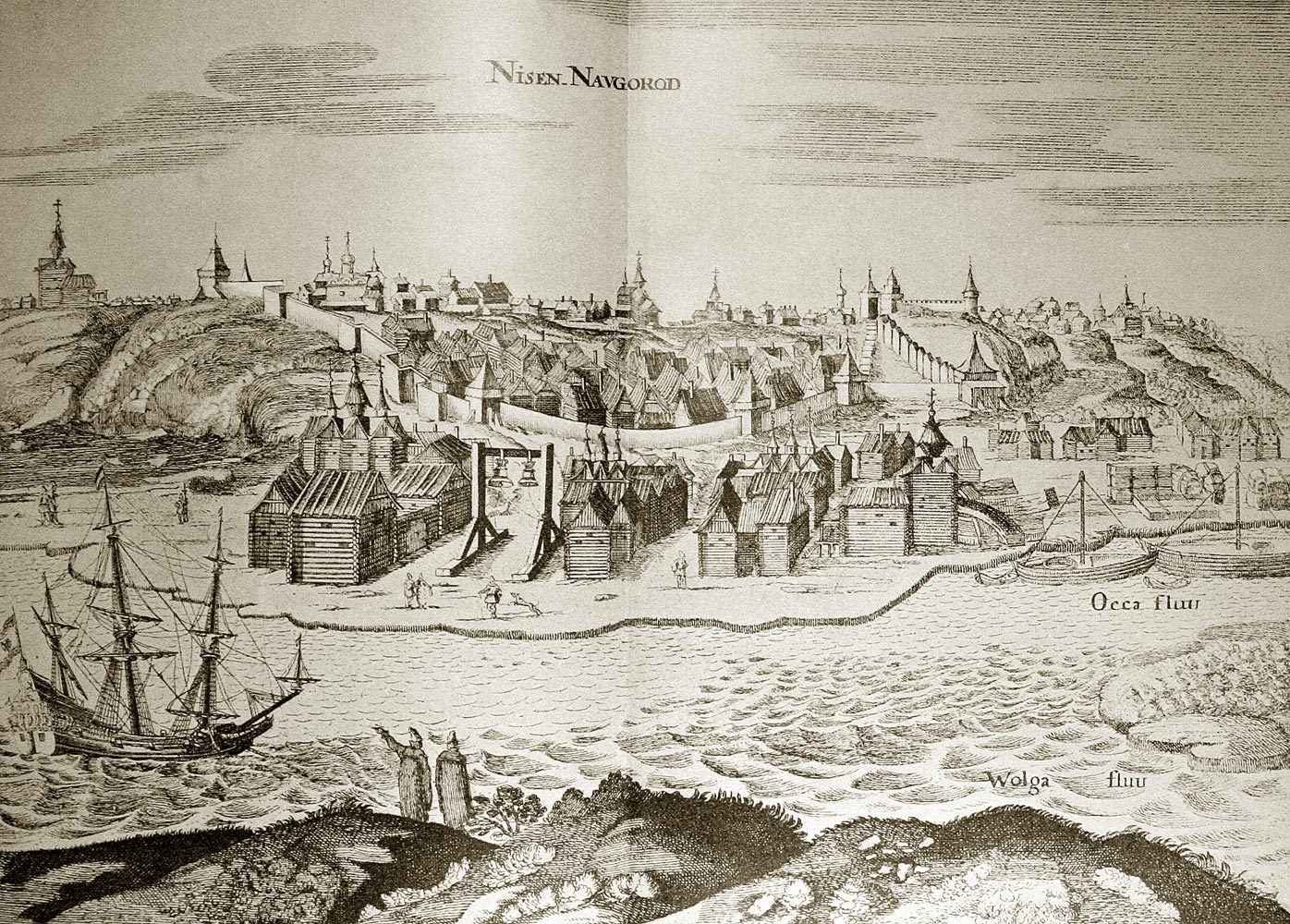
Корабль «Фредерик» у Нижнего Новгорода, 1636 год.

В 1634—1639 годах он был воеводой в Нижнем Новгороде. Будучи в этой должности, он упоминается в книге «Описание путешествия в Московию и через Московию в Персию и обратно» Адама Олеария, дважды приезжавшего в Русское царство — в 1634 и 1636 годах. В первый свой приезд голштинские послы, предполагая идти в Персию по Волге и Каспийскому морю, отправляли Шереметеву корабельного мастера Михаила Кордеса с шестью товарищами, для строительства корабля. Во второй приезд послы направились из Москвы в Нижний Новгород, куда прибыли 11 июля 1636 года, где их уже ждал построенный корабль, получивший название «Фредерик». Они пробыли в Нижнем Новгороде почти три недели, снаряжая корабль и запасаясь съестными припасами. 24 июля по поручению послов, Олеарий в сопровождении русского переводчика Ганса Арненбака и пристава Родиона Матвеевича Стрешнева отправились к воеводе Шереметеву, чтобы поблагодарить его за услуги, оказанные корабельным мастерам, проживавшим в Новгороде целый год, и вручить ему в подарок драгоценную вещь, ценой в сто рейхсталеров.
По отзыву Олеария, Шереметев был человеком вежливым, умным, весёлым и находчивым. Он организовал торжественную встречу послов, по дружески принял их, благодарил за подарок и, угощая пряниками, водкой и мёдами разных сортов, вёл весёлые и остроумные разговоры. Шереметев был одет в кафтан из золотой парчи, а комната, где он принимал гостей убрана коврами, занавесами, серебряными блюдами и кубками. Голштинские послы выехали из Нижнего Новгорода 30 июля. Им в дорогу Василий Петрович подарил 20 свиных окороков и другие припасы, а своему дьяку Пустынникову приказал проводить их несколько вёрст вниз по реке, чтобы убедиться, что плавание на вновь построенном корабле проходит благополучно.
Весной 1639 года он снова возвращается в Москву, но уже 5 мая был у государя и по его приказу уехал в Мезенск на случай «прихода крымских ногайских людей», где пробыл до конца 1640 года.
17 марта 1641 года Шереметев пожалован из дворян московских прямо в бояре. У сказки стоял окольничий Михаил Михайлович Салтыков, а боярство сказывал думный разрядный дьяк Иван Гавренев. В тот же день он был приглашён к царскому столу и сидел рядом с двоюродным братом царя Михаила Фёдоровича, князем Иваном Борисовичем Черкасским.
27 марта 1642 года, в день поставления патриарха Иосифа, он обедал с ним у царя Михаила Фёдоровича в Золотой палате, а 3 апреля, в Вербное воскресенье, обедал у патриарха.

### При царе Алексее Михайловиче
В 1645 году на Русский трон вступил Алексей Михайлович и решил отпустить датского королевича Вольдемара, который проживал в Москве с 21 января 1644 года, в качестве жениха его сестры, царевны Ирины Михайловны. Шереметеву было поручено проводить королевича Вольдемара до рубежа, причём королевичу заявлено, что боярин Василий Петрович Шереметев «знатнее и больше князя Юрия Андреевича», имея в виду Юрия Андреевича Сицкого, встречавшего его в конце 1643 года. По приглашению Шереметева, 13 августа королевич Вольдемар со своей свитой, посетил его дом и принимал от него угощение. Два дня спустя королевич выехал из Москвы по Смоленской дороге в Вязьму. Впереди Вольдемара ехали стряпчие, дворяне, стрельцы, а за ним следовали Шереметев и дьяк Анисим Трофимов. На самом рубеже Шереметев подарил ему два кубка и вороного коня, и в течение получаса королевич со своей свитой с одной стороны и Шереметев с другой — обменивались салютными выстрелами из пистолетов и ружей.
28 сентября 1645 года Шереметев принимал участие в торжественном венчание на царство Алексея Михайловича: под его надзором были перенесены из Казённого двора в Успенский собор Животворящий Крест Господень. Он же докладывал Алексею Михайловичу о завершении подготовки к венчанию, а во время его пути в Успенский собор, шёл впереди всех, рядом с государевым духовником, Благовещенским протопопом Стефаном. Перед миропомазанием царь передал Шереметеву державу и он хранил её до конца церемонии. На другой день Алексей Михайлович принимал в Золотой палате всех явившихся «поздравить его на государстве». Там был и Шереметев, подаривший царю серебряный золочёный кубок, атлас золотный по лазоревой земле и 40 соболей.
В 1645—1646 годах Шереметев был начальником Разбойного приказа. 1 февраля 1646 года из Разряда объявлена роспись, по которой Шереметев и его товарищ князь Семён Петрович Львов назначены стоять в Карпове с передовым полком, затем обстоятельства несколько изменились и по новой росписи они стали в Курске. В конце этого года Шереметев вернулся в Москву, где прожил до августа 1648 года. В этот период он уговаривает своего двоюродного дядю Фёдора Ивановича Шереметева дать документ, который обеспечивал бы за ним завещанные вотчины даже в случае, если бы завещание Фёдора Ивановича осталось не утверждённым. Все сыновья Ф. И. Шереметева умирали в детском или отроческом возрасте и поэтому его двоюродные племянники Иван, Василий и Борис Петровичи Шереметевы считали себя единственными законными наследниками его родовых вотчин и требовали, чтобы он распределил их между ними, а не оставлял своим дочерям Ульяне Фёдоровне Головиной и княгине Евдокии Фёдоровне Одоевской. В июле 1648 года Василий Петрович Шереметев получил документ на те родовые вотчины, которые записаны на его долю в духовном завещании, то есть на сельцо Мещериново, часть Кускова и село Песочню, а также деревни Стенькино и Демкино в Рязанском уезде. В августе того же года он со своим младшим сыном Матвеем Васильевичем, выехал из Москвы на воеводство в Казань водным путём.

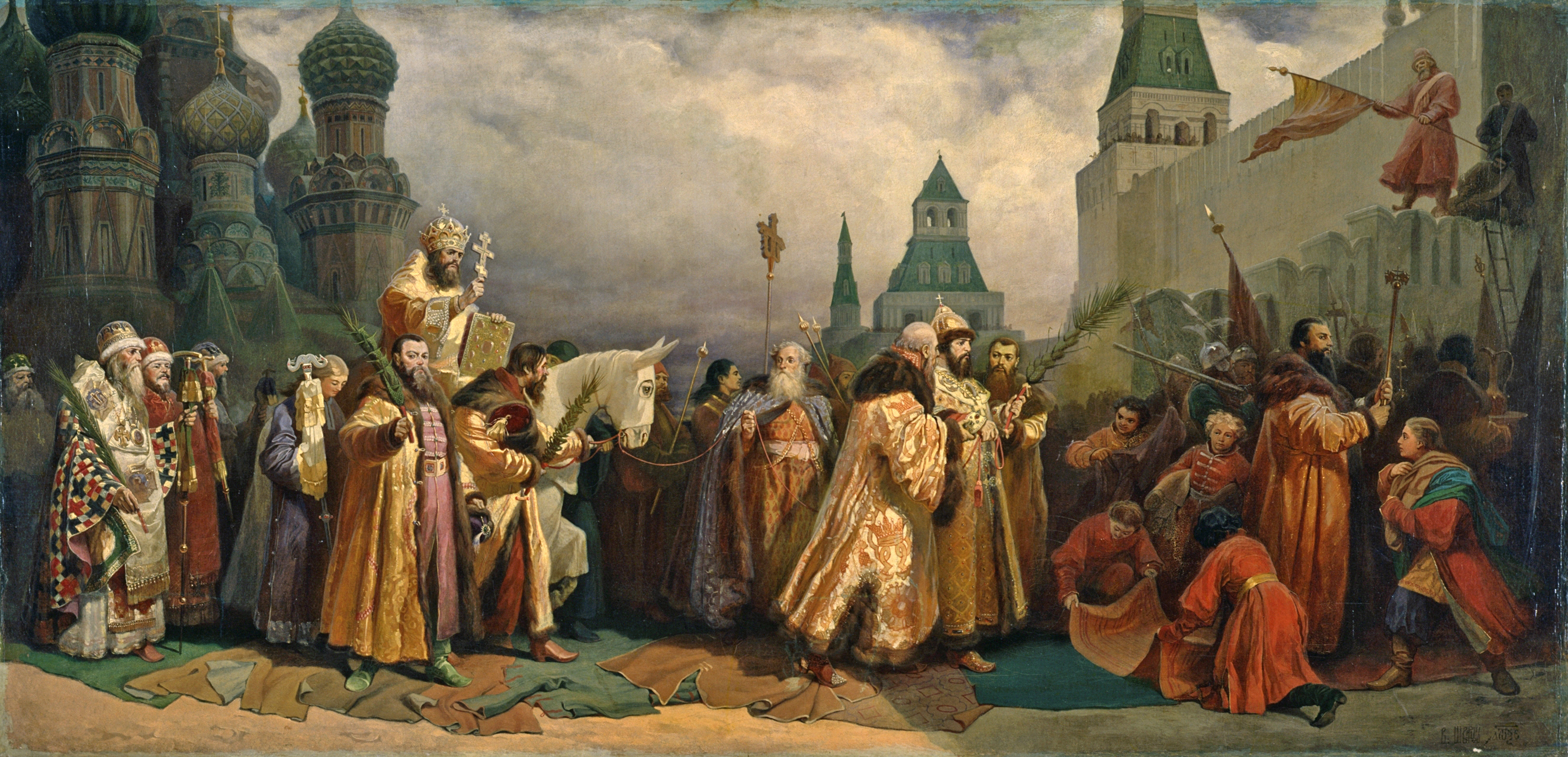
В. Г. Шварц «Шествие на осляти Алексея Михайловича»

Он вернулся в Москву в декабре 1649 года, а в начале 1650 года, отличаясь любознательностью, Шереметев купил два экземпляра книги «Уложения царя Алексея Михайловича», выпущенной недавно из Печатного двора. И до воеводства в Казани, и по возвращении оттуда он не раз обедал у царя Алексея Михайловича и у патриархов Иосифа и Никона, сопровождал царя к Троице; в апреле 1653 года в Вербное воскресенье, следовал за государем в торжественном шествии на осляти патриарха Никона, а 29 июня того же года за царским обеденным столом в Золотой палате, к которому был приглашён патриарх Никон, сидел на первом боярском месте.
После земского собора 1653 года, на котором было принято решение воевать с Польшей, 5 октября Шереметев получил приказ идти в Новгород, собрать там ратных людей и выступить с ними в поход к Литовскому рубежу. Товарищем к нему был назначен родной дядя царя — окольничий Семён Лукьянович Стрешнев. Весной 1654 года отряду Шереметева, состоявшему из 30—36 тысяч исключительно новгородских и псковских ратных людей, велено наступать на Полоцк. Он перешёл рубеж в конце мая, а 1 июня взял, практически без боя, Невельский замок. 16 июня в 12-и верстах от Полоцка, при деревне Юровичи, Шереметев нанёс сильное поражение польскому отряду Соколинского, а 17 июня взял Полоцк. Получив известие о взятии города, 3 июля царь Алексей Михайлович послал к Шереметеву комнатного стольника князя Юрия Ивановича Ромодановского со своим жалованным словом и поинтересоваться о здоровье. После этой битвы Шереметев одержал ещё несколько побед в Белоруссии, а в середине сентября окружил оба замка Витебска, считавшегося лучшей литовской крепостью на Двине. У Шереметева было тогда около 20 тысяч войска и 20 пушек и он упорно осаждал Витебск, который в итоге был взят 22 ноября, причём оба замка разрушены до основания. В западной Европе распространился слух, что при взятии Витебска все его жители и даже дети были убиты, однако в действительности Шереметев пощадил всю местную шляхту, с которой договорился по пунктам и выпустил на свободу, несмотря на то, что Алексей Михайлович указывал делать так лишь когда города сдавались без боя.
1 декабря 1654 года прибыл в Витебск комнатный стольник Фёдор Абросимович Лодыженский со строгими вопросными статьями, по поводу самовольного роспуска витебских шляхтичей и заключения с ними договора. В этих статьях, помимо прочего, говорится:
…позабыв нашу государскую милость к себе, нас, великого государя, прогневал, а себе вечное бесчестье учинил, начал добром, а совершил бездельным.
Витебских шляхтичей велено было сослать в Казань, а их имущество раздать солдатам и часть отправить царю. Кроме того Лодыженский должен был передать Шереметеву приказ остаться осадным воеводой в Витебске, а весной 1655 года быть в полковых воеводах. В ответ на приказ остаться здесь воеводой, Шереметев отправил государю челобитную, в которой просил отпустить его с витебской службы, утверждая что он:
…стар и увечен и болен и, будучи на государеве службе, оскудал: есть нечево и лошадей кормить нечим; а на Москве дворишко разорилось, и животишка все пропали, и людишка разбрелись, и в деревнишках крестьянишка померли.
Алексей Михайлович не только не отозвал Шереметева в Москву, но несколько позже, в указе объявленном всем ратным людям, резко высказался против подобных челобитен. Царь советовал служить:
…безо всякого ворчанья, и переговоров бы отнюдь не было; кто и скуден, и о том милости просить у государя, а не ворчать и не бежать с службы; а кто будет с радостию служить до отпуску, там узрит, какая его государская милость будет.
Во время похода русских войск на Вильню в 1655 г. корпусом Шереметева был захвачен и сожжён белорусский городок Поставы. В «Синодике по убиенных во брани» (вт. п. XVII в.) перечислены дворяне, погибшие в походах под предводительством Шереметева: «Убиенным же на государеве службе, которые были в литовских городех з боярином и воеводою с Василием Петровичем Шереметевым с товарыщи…»
При составлении в 1656 году в Разряде росписи воевод по полкам, Шереметев был наконец помещён в список тех, кто из-за увечий и старости оставались в Москве. 5 марта 1656 года Шереметев назначен встречать антиохийского патриарха Макария на входе в Золотую палату, а 6 июля и 21 сентября 1658 года он встречал в Грановитой палате и угощал там за царским столом грузинского царевича Теймураза. Последний приезд Шереметева ко двору состоялся 3 апреля 1659 года в Вербное воскресенье, когда он сидел за государевым столом в Золотой палате, на втором месте после боярина Бориса Ивановича Морозова. В том же году Шереметев скончался.

## Семья
Василий Петрович был женат на Евдокии Богдановне Полевой. От этого брака у него было два сына и одна дочь: Пётр Васильевич Большой (ум. 29 апреля 1690), Матвей Васильевич (ум. 10 июня 1657) и Марфа Васильевна бывшая в замужестве за князем Львом Александровичем Шляковым-Чежским.

## Предки
| \| \| \| \| \| \| \| \| \| \| \| \| \| \| \| \| \| \| \| \| Андрей Константинович Шеремет Беззубцев \| \| \| \| \| \| \| \| \| \| \| \| \| \| \| \| \| \| \| \| \| \| \| \| \| \| \| \| \| \| \| \| \| \| \| \| \| \| \| \| \| \| \| \| \| \| \| \| \| \| \| \| \| \| Василий Андреевич Шереметев \| \| \| \| \| \| \| \| \| \| \| \| \| \| \| \| \| \| \| \| \| \| \| \| \| \| \| \| \| \| \| \| \| \| \| \| \| \| \| \| \| \| \| \| \| \| \| \| \| \| \| \| \| \| Никита Васильевич Шереметев \| \| \| \| \| \| \| \| \| \| \| \| \| \| \| \| \| \| \| \| \| \| \| \| \| \| \| \| \| \| \| \| \| \| \| \| \| \| \| \| \| \| \| \| \| \| \| \| \| \| \| \| \| \| Евдокия \| \| \| \| \| \| \| \| \| \| \| \| \| \| \| \| \| \| \| \| \| \| \| \| \| \| \| \| \| \| \| \| \| \| \| \| \| \| \| \| \| \| \| \| \| \| \| \| \| \| \| \| \| \| Пётр Никитич Шереметев \| \| \| \| \| \| \| \| \| \| \| \| \| \| \| \| \| \| \| \| \| \| \| \| \| \| \| \| \| \| \| \| \| \| \| \| \| \| \| \| \| \| \| \| \| \| \| \| \| \| \| \| \| \| Евдокия \| \| \| \| \| \| \| \| \| \| \| \| \| \| \| \| \| \| \| \| \| \| \| \| \| \| \| \| \| \| \| \| \| \| \| \| \| \| \| \| \| \| \| \| \| \| \| \| \| \| \| \| \| \| Василий Петрович Шереметев \| \| \| \| \| \| \| \| \| \| \| \| \| \| \| \| \| \| \| \| \| \| \| \| \| \| \| \| \| \| \| \| \| \| \| \| \| \| \| \| \| \| \| \| \| \| \| \| \| \| \| \| \| \| Михаил Иванович Нагой \| \| \| \| \| \| \| \| \| \| \| \| \| \| \| \| \| \| \| \| \| \| \| \| \| \| \| \| \| \| \| \| \| \| \| \| \| \| \| \| \| \| \| \| \| \| \| \| \| \| \| \| \| \| Фёдор Михайлович Нагой \| \| \| \| \| \| \| \| \| \| \| \| \| \| \| \| \| \| \| \| \| \| \| \| \| \| \| \| \| \| \| \| \| \| \| \| \| \| \| \| \| \| \| \| \| \| \| \| \| \| \| \| \| \| Иван Фёдорович Нагой \| \| \| \| \| \| \| \| \| \| \| \| \| \| \| \| \| \| \| \| \| \| \| \| \| \| \| \| \| \| \| \| \| \| \| \| \| \| \| \| \| \| \| \| \| \| \| \| \| \| \| \| \| \| Евдокия \| \| \| \| \| \| \| \| \| \| \| \| \| \| \| \| \| \| \| \| \| \| \| \| \| \| \| \| \| \| \| \| \| \| \| \| \| \| \| \| \| \| \| \| \| \| \| \| \| \| \| \| \| \| NN Нагая \| \| \| \| \| \| \| \| \| \| \| \| \| \| \| \| \| \| \| \| \| \| \| \| \| \| \| \| \| \| \| \| \| \| \| \| \| \| \| \| \| \| \| \| \| \| \| \| \| \| \| \| |                                         |  |  |  |  |  |  |  |  |  |  |  |  |  |  |  |
| |                                         |  |  |  |  |  |  |  |  |  |  |  |  |  |  |  |
| | Андрей Константинович Шеремет Беззубцев |  |  |  |  |  |  |  |  |  |  |  |  |  |  |  |
| |                                         |  |  |  |  |  |  |  |  |  |  |  |  |  |  |  |
| |                                         |  |  |  |  |  |  |  |  |  |  |  |  |  |  |  |
| | Василий Андреевич Шереметев             |  |  |  |  |  |  |  |  |  |  |  |  |  |  |  |
| |                                         |  |  |  |  |  |  |  |  |  |  |  |  |  |  |  |
| |                                         |  |  |  |  |  |  |  |  |  |  |  |  |  |  |  |
| | Никита Васильевич Шереметев             |  |  |  |  |  |  |  |  |  |  |  |  |  |  |  |
| |                                         |  |  |  |  |  |  |  |  |  |  |  |  |  |  |  |
| |                                         |  |  |  |  |  |  |  |  |  |  |  |  |  |  |  |
| | Евдокия                                 |  |  |  |  |  |  |  |  |  |  |  |  |  |  |  |
| |                                         |  |  |  |  |  |  |  |  |  |  |  |  |  |  |  |
| |                                         |  |  |  |  |  |  |  |  |  |  |  |  |  |  |  |
| | Пётр Никитич Шереметев                  |  |  |  |  |  |  |  |  |  |  |  |  |  |  |  |
| |                                         |  |  |  |  |  |  |  |  |  |  |  |  |  |  |  |
| |                                         |  |  |  |  |  |  |  |  |  |  |  |  |  |  |  |
| | Евдокия                                 |  |  |  |  |  |  |  |  |  |  |  |  |  |  |  |
| |                                         |  |  |  |  |  |  |  |  |  |  |  |  |  |  |  |
| |                                         |  |  |  |  |  |  |  |  |  |  |  |  |  |  |  |
| | Василий Петрович Шереметев              |  |  |  |  |  |  |  |  |  |  |  |  |  |  |  |
| |                                         |  |  |  |  |  |  |  |  |  |  |  |  |  |  |  |
| |                                         |  |  |  |  |  |  |  |  |  |  |  |  |  |  |  |
| | Михаил Иванович Нагой                   |  |  |  |  |  |  |  |  |  |  |  |  |  |  |  |
| |                                         |  |  |  |  |  |  |  |  |  |  |  |  |  |  |  |
| |                                         |  |  |  |  |  |  |  |  |  |  |  |  |  |  |  |
| | Фёдор Михайлович Нагой                  |  |  |  |  |  |  |  |  |  |  |  |  |  |  |  |
| |                                         |  |  |  |  |  |  |  |  |  |  |  |  |  |  |  |
| |                                         |  |  |  |  |  |  |  |  |  |  |  |  |  |  |  |
| | Иван Фёдорович Нагой                    |  |  |  |  |  |  |  |  |  |  |  |  |  |  |  |
| |                                         |  |  |  |  |  |  |  |  |  |  |  |  |  |  |  |
| |                                         |  |  |  |  |  |  |  |  |  |  |  |  |  |  |  |
| | Евдокия                                 |  |  |  |  |  |  |  |  |  |  |  |  |  |  |  |
| |                                         |  |  |  |  |  |  |  |  |  |  |  |  |  |  |  |
| |                                         |  |  |  |  |  |  |  |  |  |  |  |  |  |  |  |
| | NN Нагая                                |  |  |  |  |  |  |  |  |  |  |  |  |  |  |  |
| |                                         |  |  |  |  |  |  |  |  |  |  |  |  |  |  |  |
| |                                         |  |  |  |  |  |  |  |  |  |  |  |  |  |  |  |